# هيروشي تودا
هيروشي تودا (باليابانية: 戸田宏) هو رياضياتي ياباني، ولد في 1928 في اليابان.